# Yamqui Yupanqui
Yamqui Yupanqui fue un gobernador semilegendario de la civilización Inca . Es mencionado principalmente por el cronista colonial Juan de Betanzos en su Suma y narración de los incas . Es el hijo mayor del gobernante inca Pachacútec Yupanqui, y un importante líder militar.
Ejerció gran influencia sobre el soberano inca, y participó en la gestión del imperio. Dirigió expediciones militares en el norte del imperio, en la región de Chinchay Suyu . En la crónica de Betanzos, dedicada al reinado de Pachacútec, ocupa un lugar desproporcionado dentro de la historia imperial, reemplazando a la figura de Amaru Tupac, y en menor medida a las figuras de Túpac Yupanqui y Cápac Yupanqui.
Dado que la esposa de Juan de Betanzos, Doña Angelina, era una noble inca descendiente de Yamqui Yupanqui, se cree que el relato de Betanzos demuestra que el general inca es el legítimo sucesor de Pachacutec.
Históricamente se le reconoce como un general importante durante el reinado de Pachacútec.

## Biografía
Yamqui Yupanqui es hijo del Sapa Inca IX, Pachacútec, y de su Coya, Mama Anarwaki. Nació en los primeros años del reinado de su padre.
Acompañó al gobernante inca, junto a sus hermanos Amaru Tupac y Apu Paucar Usnu, durante una campaña en Collasuyo, en el sur del imperio. Luego participó en dos expediciones consecutivas al norte del Cuzco, encabezadas por su hermano Túpac Yupanqui y su tío Cápac Yupanqui.
Según Juan de Betanzos, Yamqui Yupanqui es designado legítimo sucesor del trono inca. Pero el príncipe heredero, siendo demasiado viejo para asumir el gobierno, y su hijo, también llamado Yamqui, siendo demasiado joven, recomendaron nombrar a su hermano, Tupac Yupanqui, heredero de la corona. También se dice que gobernó el Cuzco en ausencia de su hermano, en el contexto de una campaña militar en el Antisuyo.

## Existencia
Su existencia es admitida por otros cronistas de la época colonial, que sin embargo no le conceden gran importancia, y los orígenes de la confusión son inciertos. Al igual que el Inca Yupanqui mencionado en la crónica del Inca Garcilaso de la Vega, el Yamqui Yupanqui Betanziano representa una incomprensión del sistema de sucesión incaico (basado en la cosoberanía), y de la figura de Amaru Tupac Inca.Sin embargo, es plausible la existencia del personaje de Yamqui Yupanqui en el marco de las instituciones diárquicas incas.Según la etnohistoriadora y arqueóloga María Rostworowski, posiblemente fue un doble, o " yanapac ", reinando sobre la región amazónica del Anti Suyu, del emperador Pachacútec, hacia finales del reinado de este último. A la muerte del emperador, cuya avanzada edad le hacía incapaz de reinar, habría confirmado como heredero al trono al sucesor designado Túpac Yupanqui, renunciando así a un golpe de Estado.